# Odontotaenius disjunctus
Odontotaenius disjunctus (denominado popularmente, em inglêsː bess beetle, bess bug, betsy beetle, betsy bug, patent leather beetle, peg beetle, com a sua denominação mais característica sendo horned Passalus; aprovada pela Entomological Society of America e cuja tradução, para o português, é "Passalus de chifre") é um inseto norte-americano da ordem Coleoptera e da família Passalidae; um escaravelho cujo habitat se localiza da região central para o leste dos Estados Unidos (desde o Texas, Oklahoma e Kansas, passando por Missouri, Illinois e Wisconsin, até a área temperada da Costa Leste, abaixo de Vermont e Nova Hampshire), incluindo um pouco a região sul do Canadá (Ontário e leste de Manitoba). Foi classificado em 1800 pelo entomólogo e zoólogo alemão Johann Karl Wilhelm Illiger, com a denominação de Passalus disjunctus. A espécie não ocupa toda a região sudeste dos Estados Unidos, sendo ausente no sul da Flórida; local onde se encontra uma outra espécie de seu gênero, Odontotaenius floridanus, endêmica deste estado, em uma região limitada, e cuja característica é uma menor protuberância em sua cabeça. Poucos besouros Passalidae estão descritos nos Estados Unidos e acredita-se que apenas estas duas espécies não migraram ou foram acidentalmente introduzidas da América Central (Passalus punctiger e Passalus punctatostriatus foram relatadas como espécies dos Estados Unidos, no passado, mas sem novos registros indicando essa presença).

## Descrição

### Adulto
Estes besouros são negros e reluzentes, variando entre 3 a 4 centímetros de comprimento; com pubescência dourada, visível a olho nu, no seu par mediano de pernas, protórax e antenas; estas últimas com 10 segmentos, sendo os três segmentos mais afastados dotados de lamelas (pontas em forma de lâminas). Os élitros contém sulcos profundos e longitudinais e existe uma ranhura média no protórax; ambos separados, élitros e protórax, por uma fina cintura. Isto e suas antenas são características facilmente identificáveis na família. Um único prolongamento, a modo de chifre e curvado, aponta para a frente, no topo da cabeça e entre os seus olhos; além da presença de mandíbulas grossas, claramente visíveis e robustas, na frente. Os adultos recém emergidos de suas pupas (após a ecdise) não possuem a característica cor negra-reluzente e, ao invés disso, apresentam uma coloração castanho-avermelhada, que escurece lentamente com o tempo.

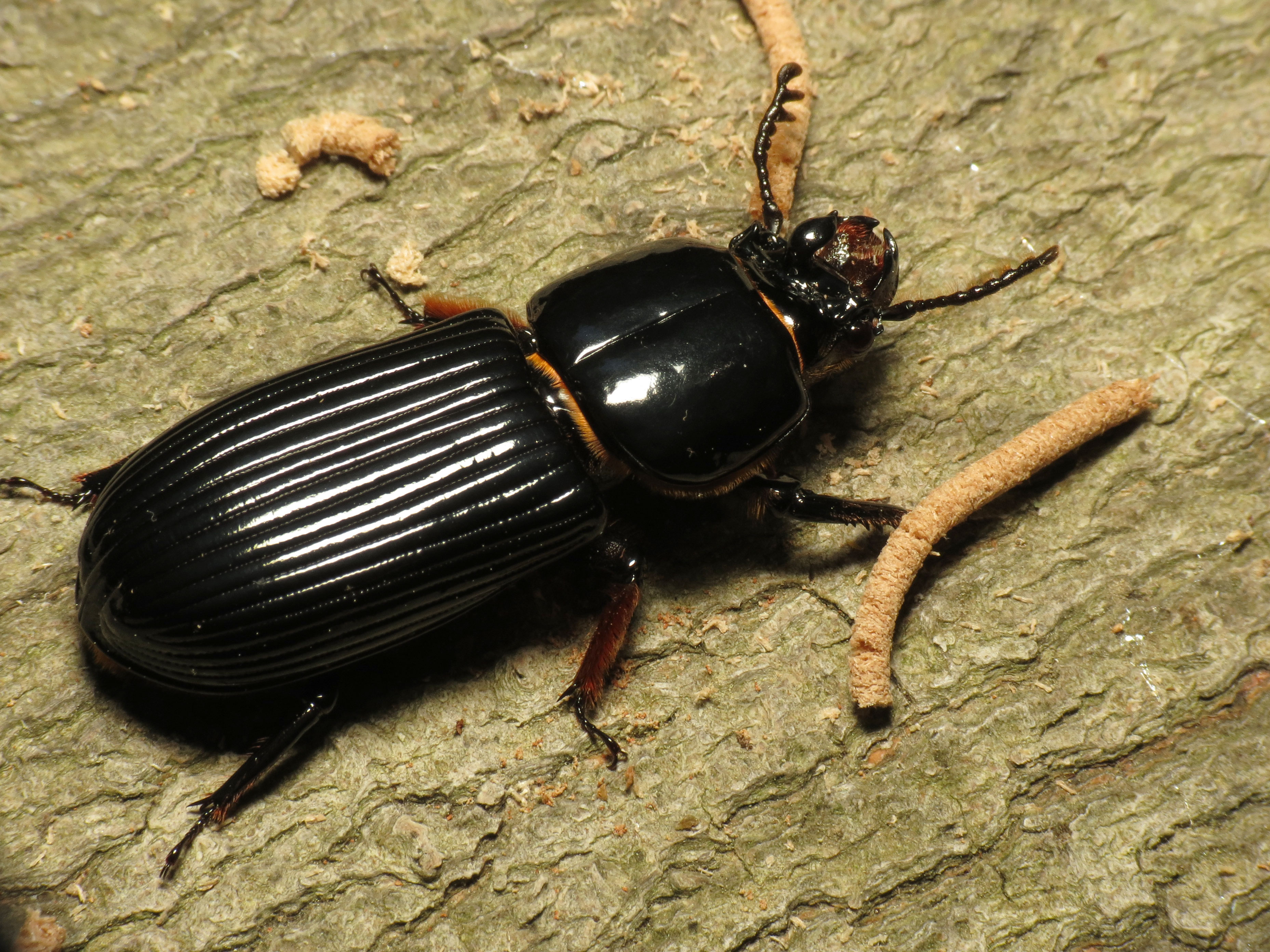
Fotografia de Odontotaenius disjunctus, nos Estados Unidos; adulto, mostrando a típica conformação das antenas dos besouros Passalidae.
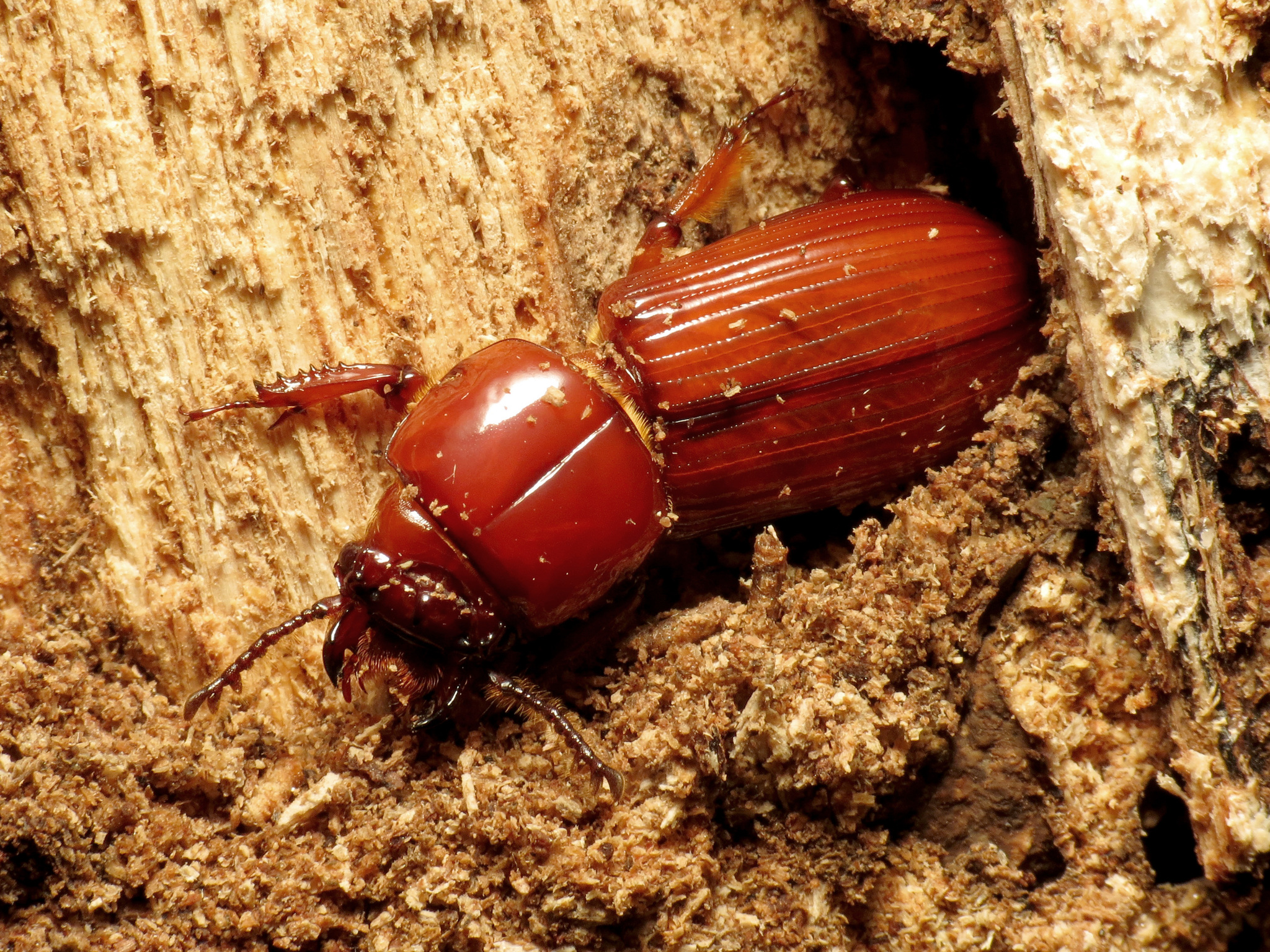
Fotografia de Odontotaenius disjunctus, nos Estados Unidos; com coloração castanho-avermelhada, após sua ecdise. Adultos e larvas são gregários subsociais.

### Larva / som
Suas larvas são grandes e branco-azuladas, com até três instares, e possuem suas cabeças com a conformação de um (Y), amareladas e dotadas de antenas curtas. Parecem ter apenas dois pares de pernas, mas um terceiro par está presente e reduzido; usado como aparelho de estridulação em diferentes frequências, emitindo sons audíveis para se comunicar com os adultos e para a defesa contra predadores; uma característica também presente no besouro, quando esfrega o seu abdome contra os élitros. Sendo insetos subsociais, Odontotaenius disjunctus possui 17 sinais sonoros, entre adultos e larvas, dentro de suas complexas agregações; indicando defesa, comunicação em grupo e manejo de besouros imaturos.

## Alimentação
Usando suas mandíbulas, esta espécie corta troncos caídos no solo e cria galerias, onde vive e se reproduz; utilizando-se da madeira para sua alimentação e durando mais de uma geração no mesmo tronco, observando a parentalidade e movendo seus ovos nas mais propícias áreas da madeira para a eclosão das larvas, caso a fonte de alimento não acabe. Gerações diferentes de besouros, no mesmo tronco hospedeiro, permanecerão apenas por tempo necessário para os mais jovens amadurecerem e iniciarem seu voo nupcial. Após a fecundação procuram troncos, em deterioração inicial, de carvalho (Quercus spp.) ou olmo (Ulmus spp.); de preferência com altos níveis de umidade, para sustentar fungos e bactérias que facilitem a digestão da madeira, chegando a consumir a madeira expelida de seus corpos uma segunda vez, ou oferecendo este resto para suas larvas. Também ocorre de adultos e larvas canibalizarem imaturos que estejam feridos; ou de ácaros não-parasitas serem localizados sobre os seus corpos.